# Aiphanes linearis
Aiphanes linearis är en enhjärtbladig växtart som beskrevs av Karl Ewald Maximilian Burret. Aiphanes linearis ingår i släktet Aiphanes och familjen Arecaceae. IUCN kategoriserar arten globalt som livskraftig. Inga underarter finns listade i Catalogue of Life.